# Acacia exocarpoides
Acacia exocarpoides é uma espécie de leguminosa do gênero Acacia, pertencente à família Fabaceae.